# ディオン・フーリー
ディオン・フーリー（Deon Fourie、1986年9月25日 - ）はユナイテッド・ラグビー・チャンピオンシップ、ストーマーズに所属するラグビーユニオン選手。

## プロフィール
- 南アフリカ・プレトリア出身[1]。
- ポジションはフッカー(HO)、フランカー(FL)、ナンバーエイト(No8)。
- 身長 176cm、体重 96kg
- 7人制南アフリカ代表に選ばれたことがある[2]。
- 南アフリカ代表キャップは13（2024年2月現在）でラグビーワールドカップ2023の南アフリカ代表に選ばれた[3]。

## 略歴
ウェスタン・プロヴィンス、ストーマーズ、リヨンOU、FCグルノーブルを経て、2021年、ストーマーズに復帰。 